# Българене (област Ловеч)
Вижте пояснителната страница за други значения на Българене.
Българѐне е село в Северна България. То се намира в община Ловеч, област Ловеч.

## География
Село Българене се намира в планински район.

## Население
Численост и дял на етническите групи според преброяването на населението през 2011 г.:
|                     | Численост | Дял (в %) |
| Общо                | 175       | 100,00    |
| Българи             | 129       | 73,71     |
| Турци               | 17        | 9,71      |
| Цигани              | 7         | 4         |
| Други               | 0         | 0,00      |
| Не се самоопределят | 5         | 2,85      |
| Неотговорили        | 17        | 9,71      |

## Личности
- Марин Илиев Пенков (Здравко) – партизанин от Народна бойна дружина „Чавдар“.
- Пенко Грозев Бакалов - участник в четата на Христо Ботев /1842-1906г./